# Phare de Norðfjörður
Le phare de Norðfjörður est un phare situé dans l'est de l'Islande, dans la région d'Austurland, à l'est de Neskaupstaður. Il marque l'entrée du Norðfjörður.